# Robert Brown (attore britannico)
Robert Brown (Swanage, 23 luglio 1921 – Swanage, 11 novembre 2003) è stato un attore britannico.
È noto per essere stato il secondo interprete del capo dell'MI6, M, nella serie di film di James Bond, dopo l'improvvisa morte dell'originale interprete, Bernard Lee.

## Biografia
Prima di essere scelto per l'interpretazione di M nei film della saga di 007, Robert Brown ebbe altri ruoli importanti, tra cui nei film Il terzo uomo (1949), pellicola che curiosamente vide anche la partecipazione di Bernard Lee, e Ben-Hur (1959), nel quale interpretò il capo dei vogatori sulla galea nella quale è condannato il protagonista.
Nel 1958 interpretò la parte di Gurth nella serie televisiva Ivanhoe, a fianco di Roger Moore. Il suo debutto nella saga di 007 risale al 1977 nel film La spia che mi amava.
Dopo la morte dell'attore Bernard Lee, avvenuta agli inizi del 1981, senza poter interpretare il suo ruolo in Solo per i tuoi occhi (in quel film le sue battute vennero ripartite tra il Ministro della Difesa e Bill Tanner), a partire dal film successivo, Roger Moore suggerì Brown come nuovo interprete del ruolo di "M", anche se non è chiaro se questo nuovo M sia lo stesso personaggio interpretato precedentemente da Brown in La spia che mi amava. Così l'attore venne scritturato e interpretò il ruolo in quattro film della serie.

## Filmografia parziale

### Cinema
- Il terzo uomo (The Third Man), regia di Carol Reed (1949)
- Ivanhoe, regia di Richard Thorpe (1952)
- Il cargo della violenza (Passage Home), regia di Roy Ward Baker (1955)
- Il vendicatore nero (The Dark Avenger), regia di Henry Levin (1955)
- Elena di Troia (Helen of Troy), regia di Robert Wise (1956)
- I fucilieri dei mari della Cina (A Hill in Korea), regia di Julian Amyes (1956)
- Destinazione Tunisi (The Steel Bayonet), regia di Michael Carreras (1957)
- Il mostruoso uomo delle nevi (The Abominable Snowman), regia di Val Guest (1957)
- La dinastia del petrolio (Campbell's Kingdom), regia di Ralph Thomas (1957)
- Passaporto per l'inferno (Passport to Shame), regia di Alvin Rakoff (1958)
- Il fronte della violenza (Shake Hands with the Devil), regia di Michael Anderson (1959)
- Ben-Hur, regia di William Wyler (1959)
- Le rotaie della morte (The Challenge), regia di John Gilling (1960)
- La storia di David (A Story of David), regia di Bob McNaught (1960)
- L'eroe di Sparta (The 300 Spartans), regia di Rudolph Maté (1962)
- Billy Budd, regia di Peter Ustinov (1962)
- La maschera della morte rossa (The Masque of the Red Death), regia di Roger Corman (1964)
- Operazione Crossbow (Operation Crossbow), regia di Michael Anderson (1965)
- Un milione di anni fa (One Million Years B.C.), regia di Don Chaffey (1966)
- Rose rosse per il demonio (Demons of the Mind), regia di Peter Sykes (1972)
- La spia che mi amava (The Spy Who Loved Me), regia di Lewis Gilbert (1977)
- Le 7 città di Atlantide (Warlords of Atlantis), regia di Kevin Connor (1978)
- Il leone del deserto (Lion of the Desert), regia di Moustapha Akkad (1981)
- Octopussy - Operazione piovra (Octopussy), regia di John Glen (1983)
- 007 - Bersaglio mobile (A View to a Kill), regia di John Glen (1985)
- 007 - Zona pericolo (The Living Daylights), regia di John Glen (1987)
- 007 - Vendetta privata (License to Kill), regia di John Glen (1989)

### Televisione
- Colonnello March (Colonel March of Scotland Yard) – serie TV, episodio 1x18 (1956)
- Assignment Foreign Legion – serie TV, episodio 1x13 (1956)
- Ivanhoe – serie TV, 39 episodi (1958-1959)
- I gialli di Edgar Wallace (The Edgar Wallace Mystery Theatre) – serie TV, episodio 4x07 (1963)
- Il Santo (The Saint) – serie TV, episodio 3x01 (1964)
- The Newcomers – soap opera, 218 puntate (1967-1969)
- Gli invincibili (The Protectors) – serie TV, episodio 1x02 (1972)

## Doppiatori italiani
- Luigi Pavese in Elena di Troia
- Alberto Lupo in Il mostruoso uomo delle nevi
- Mario Mastria in La maschera della morte rossa
- Arturo Dominici in La mia spia che mi amava
- Roberto Villa in Octopussy - Operazione piovra
- Adolfo Geri in 007 - Bersaglio mobile
- Giorgio Piazza in 007 - Zona pericolo; 007 - Vendetta privata